# Supercoppa CAF 2023
La Supercoppa CAF 2023 è stata la trentaduesima edizione della Supercoppa CAF e si è disputata il 15 settembre 2023 allo stadio Internazionale di Riyad, in Arabia Saudita.
Nella partita si sono affrontate l'Al-Ahly, vincitore della CAF Champions League 2022-2023, e lo USM Alger, vincitore della Coppa della Confederazione CAF 2022-2023. Ad imporsi sono stati gli algerini, che hanno sconfitto gli egiziani per 0-1, conquistando il trofeo per la prima volta nella loro storia.

## Squadre
| Squadre   | Qualificazione                                           | Partecipazioni precedenti (il grassetto indica la vittoria)                       |
| --------- | -------------------------------------------------------- | --------------------------------------------------------------------------------- |
| Al-Ahly   | Vincitore della CAF Champions League 2022-2023           | 10 (1994, 2002, 2006, 2007, 2009, 2013, 2014, 2015,2021 (maggio),2021 (dicembre)) |
| USM Alger | Vincitore della Coppa della Confederazione CAF 2022-2023 | 0                                                                                 |

## Tabellino
| Arbitro: | Pierre Atcho |

|  |           |                   |
|  | Marcatori | Belaïd 43’ (rig.) |

| Al Ahly | USM Alger |

| P             | 1  | Mohamed El Shenawy (c) |       |     |
| D             | 21 | Ali Maâloul            |       |     |
| D             | 5  | Ramy Rabia             |       |     |
| D             | 30 | Mohamed Hany           |       |     |
| D             | 24 | Mohamed Abdel Monem    |       |     |
| C             | 15 | Aliou Dieng            |       |     |
| C             | 14 | Hussein El Shahat      | 79’   |     |
| C             | 22 | Emam Ashour            | 79’   |     |
| C             | 13 | Marwan Attia           | 64’   |     |
| A             | 7  | Kahraba                | 26’   | 79’ |
| A             | 12 | Reda Slim              | 64’   |     |
| Substitutes:  |    |                        |       |     |
| P             | 31 | Mostafa Shobeir        |       |     |
| D             | 6  | Yasser Ibrahim         | 85’   |     |
| D             | 33 | Karim El Debes         |       |     |
| C             | 19 | Mohamed Magdy          | 79’   |     |
| A             | 9  | Salah Mohsen           | 90+4’ | 64’ |
| A             | 23 | Percy Tau              | 64’   |     |
| A             | 27 | Taher Mohamed          | 79’   |     |
| Manager:      |    |                        |       |     |
| Marcel Koller |    |                        |       |     |

| P                  | 25 | Oussama Benbot         | 90+9’ |     |
| D                  | 19 | Saâdi Radouani         |       |     |
| D                  | 15 | Nabil Lamara           | 90+2’ |     |
| D                  | 4  | Zineddine Belaïd (c)   |       |     |
| D                  | 21 | Adam Alilet            | 90+6’ |     |
| C                  | 6  | Oussama Chita          | 67’   |     |
| C                  | 14 | Brahim Benzaza         | 84’   |     |
| C                  | 27 | Nour El Islam Fettouhi | 38’   | 67’ |
| A                  | 23 | Khaled Bousseliou      | 83’   |     |
| A                  | 18 | Tumisang Orebonye      |       |     |
| A                  | 7  | Ismail Belkacemi       | 79’   |     |
| Substitutes:       |    |                        |       |     |
| P                  | 16 | Kamel Soufi            |       |     |
| D                  | 20 | Hocine Dehiri          |       |     |
| C                  | 8  | Islam Merili           | 79’   |     |
| C                  | 10 | Sékou Konaté           | 83’   |     |
| C                  | 13 | Omar Mbarek            | 70’   | 67’ |
| C                  | 24 | Taher Benkhelifa       | 84’   |     |
| A                  | 9  | Abdoulaye Kanou        | 67’   |     |
| Manager:           |    |                        |       |     |
| Abdelhak Benchikha |    |                        |       |     |